# Doggerland

Um mapa mostrando a extensão hipotética de Doggerland (c. 10 000 a.C.), que ligava a Grã-Bretanha e a Europa continental

Doggerland era uma área de terra no norte da Europa, agora submersa no Mar do Norte, que ligava a Grã-Bretanha à Europa continental. Foi inundado pela elevação do nível do mar por volta de 6 500–6 200 a.C. A terra inundada é conhecida como Dogger Littoral. Pesquisas geológicas sugeriram que se estendia desde o que hoje é a costa leste da Grã-Bretanha até o que hoje é a Holanda, a costa ocidental da Alemanha e a península dinamarquesa da Jutlândia. Foi provavelmente um habitat rico em habitação humana no período Mesolítico, embora o aumento do nível do mar o tenha reduzido gradualmente a ilhas baixas antes da sua submersão final, possivelmente após um tsunami causado pelo deslizamento de Storegga. Doggerland recebeu o nome de Dogger Bank, que por sua vez recebeu o nome de navios de pesca holandeses do século XVII chamados doggers.
O potencial arqueológico da área foi identificado pela primeira vez no início do século XX, e o interesse intensificou-se em 1931, quando uma traineira de pesca que operava a leste de Wash arrastou uma ponta de chifre farpado que foi posteriormente datada de uma época em que a área era tundra. Desde então, navios arrastaram restos de mamutes, leões e outros animais, além de algumas ferramentas e armas pré-históricas.
A partir de 2020, equipes internacionais continuam uma investigação de dois anos sobre a paisagem submersa de Doggerland usando técnicas arqueo-geofísicas novas e tradicionais, simulação computacional e biologia molecular. As evidências coletadas permitem o estudo de ambientes passados, mudanças ecológicas e a transição humana de caçadores-coletores para comunidades agrícolas.